# The End of an Era
The End of an Era —en español, El fin de una era— es el tercer y último álbum de estudio de la rapera australiana Iggy Azalea. Fue lanzado el 13 de agosto de 2021 a través de Bad Dreams Records y Empire Distribution, y la edición de lujo siguió el 17 de septiembre de 2021. Inspirándose en el final de sus 20 para el título, Azalea declaró que quería que el álbum fuera una «cápsula del tiempo» de esa década de su vida. The End of an Era incluye apariciones especiales de Bia, Sophia Scott y Ellise en la edición estándar, y Alice Chater y Tyga en la edición de lujo. La producción estuvo a cargo del colaborador frecuente de Azalea, J. White Did It y varios otros.
The End of an Era fue precedido por el lanzamiento de «Sip It», «Brazil» y «Iam the Stripclub». El álbum alcanzó el puesto número nueve en la lista de álbumes de Hip Hop / R&B de Australia y recibió críticas generalmente positivas de los críticos musicales. Para promover aún más el álbum, Azalea se unió a Pitbull como telonera de su I Feel Good Tour.

## Antecedentes y lanzamiento
En 2019, Azalea lanzó su segundo álbum de estudio In My Defense y su quinto EP Wicked Lips. Tras el lanzamiento de este último, comenzó a trabajar en más música con varios productores, incluyendo a J. White Did It con quien había colaborado extensamente en In My Defense y Wicked Lips. White describió a Azalea como «un láser enfocado en darle a la gente algo fresco, algo nuevo» y elogió su ética de trabajo. El 21 de agosto de 2020, lanzó un sencillo independiente con Tinashe titulado «Dance Like Nobody's Watching».
En marzo de 2021, Azalea tuiteó que el sonido de su tercer álbum de estudio marcaría un regreso a sus raíces de mixtape. Ella reveló la portada el 3 de agosto de 2021 en su Instagram. Dos días después, compartió la lista de canciones junto con la reserva del álbum y el sencillo promocional «Sex on the Beach». El 17 de septiembre de 2021, Azalea lanzó la edición de lujo de The End of an Era, con tres canciones adicionales.

## Promoción

### Sencillos
El 2 de abril de 2021, Azalea lanzó «Sip It», una colaboración con Tyga, como el sencillo principal oficial de The End of an Era. Incluye una cara B titulada «Brazil». Se subió un video musical para «Sip It» el mismo día, mientras que «Brazil» recibió un remix con la drag queen brasileña y la artista Gloria Groove el 20 de abril de 2021 acompañada de un visualizador de la versión original. «Sip It» alcanzó el puesto 40 en la lista de Hot Singles de Nueva Zelanda. «Sip It» no aparece en la versión estándar del álbum, pero aparece en la versión de lujo. «Brazil» aparece en ambas versiones del álbum.
El 2 de julio de 2021, Azalea lanzó el segundo sencillo de The End of an Era, «I am the Stripclub». Su video musical, subido el mismo día, generó polémica por las acusaciones de blackfishing; Azalea calificó las acusaciones de «ridículas y sin fundamento».
El 5 de agosto de 2021, una semana antes del álbum, Azalea lanzó «Sex on the Beach» con Sophia Scott como el sencillo promocional de The End of an Era.  Azalea dijo en una entrevista con Billboard que decidió mantener a Scott, una artista relativamente desconocida, en la canción, «Me gustó su voz y quería ser fiel a la intención de la canción. Para mí, este álbum se trata más de un proyecto apasionante que de querer que sea un gran éxito comercial».

### Gira
Para promover aún más el álbum, Azalea se unió a Pitbull como telonera de su I Feel Good Tour. La gira cubre 33 ciudades de los Estados Unidos. La gira comenzó el 20 de agosto de 2021 en Clarkston, Míchigan y finalizó el 16 de octubre de 2021 en Rapid City, Dakota del Sur.

## Portada y título
La portada de la edición estándar de The End of an Era muestra a Azalea tendida en una pared cubierta de azulejos. Detrás de ella hay una estatua de tres personas sosteniendo un globo terráqueo con el título del álbum en letras mayúsculas de neón, inspirado en la película Scarface (1983). La obra de arte de la edición de lujo también presenta la estatua, pero muestra a Azalea acostada en una silla inflable en medio de una piscina. Está rodeada de hombres ahogándose y billetes, una referencia a la película El gran Gatsby (2013).
Azalea declaró que el título The End of an Era se refiere al final de sus 20 y que quería que el álbum fuera una «cápsula del tiempo» de esa década de su vida. También mencionó que se tomaría un descanso de la música durante varios años después del lanzamiento del álbum para enfocarse en otros proyectos.

## Recepción crítica
The End of an Era recibió críticas positivas de los críticos musicales. Tom Hull respondió positivamente al álbum, en particular la producción detrás de canciones como «Emo Club Anthem» y «Good Times with Bad People»: «Me siento un poco raro al gustarme una canción donde el estribillo es 'Me encantan las drogas' o otro explicando 'Necesitas una buena chica / Solo estoy pasando un buen rato'. Supongo que podría culpar a los beats». Happy Magazine también calificó el álbum muy bien, y el crítico Matthew Leong dijo: «The End of an Era es una despedida lista para el club de una de las figuras más intrigantes y visualmente creativas del hip hop. La joven rapera que luchó con uñas y dientes para ser escuchada, está dejando un legado musical que exige que te pongas de pie, tomes un trago y bailes toda la noche». En otra reseña positiva, Cameron Sunkel de EDM llama a las pistas «STFU», «Iam the Stripclub» y «Emo Club Anthem» como pistas destacadas del álbum que dicen de este último: «El autoindulgente» Emo Club Anthem «cuenta con un mal humor, sintetizador de club desafinado que suena como el cruce entre un futuro house y el repertorio de un productor de bass house».

## Lista de canciones
| The End of an Era |                                                   |                                                                                           |                                           |          |  |
| N.º               | Título                                            | Escritor(es)                                                                              | Productor(es)                             | Duración |  |
| 1.                | «Sirens»                                          | Amethyst Amelia Kelly                                                                     | AJ Ruined My Record y Jay Scalez          | 2:55     |  |
| 2.                | «Brazil»                                          | Kelly y Bobby D. Session Jr.                                                              | AJ Ruined My Record y Jay Scalez          | 3:09     |  |
| 3.                | «Pillow Fight»                                    | Kelly                                                                                     | AJ Ruined My Record y Jay Scalez          | 2:47     |  |
| 4.                | «Emo Club Anthem»                                 | Kelly y Session                                                                           | Jay Scalez                                | 2:50     |  |
| 5.                | «STFU»                                            | Kelly y Session                                                                           | AJ Ruined My Record                       | 2:31     |  |
| 6.                | «Iam the Stripclub»                               | Kelly, Anthony Jermaine White, Whitney Phillips, Eric Leva y Session                      | J. White Did It                           | 2:48     |  |
| 7.                | «Nights Like This»                                | Grande, Brown, Khristopher Riddick-Tynes, Leon Thomas III, Silas Doss y Tyrone Griffin Jr | Brown, The Rascals y Keys Open Doors      | 2:33     |  |
| 8.                | «Woke Up (Diamonds)»                              | Kelly                                                                                     | Carl Falk                                 | 2:41     |  |
| 9.                | «Is That Right» (junto a Bia)                     | Kelly y Bianca Miquela Landrau                                                            | Young Forever Beats y AJ Ruined My Record | 2:50     |  |
| 10.               | «XXXTRA»                                          | Kelly                                                                                     | AJ Ruined My Record                       | 3:03     |  |
| 11.               | «Peach Body»                                      | Kelly y Keanu Torres                                                                      | Keanu Beats, Pliznaya y Lil’A Beats       | 3:08     |  |
| 12.               | «Sex on the Beach» (junto a Sophia Scott)         | Kelly, Sophia Scott y Session                                                             | Jay Scalez                                | 3:01     |  |
| 13.               | «Good Times with Bad People»                      | Kelly                                                                                     | OG Parker                                 | 2:25     |  |
| 14.               | «Day 3 in Miami (End of an Era)» (junto a Ellise) | Kelly, Sophia Scott y Session                                                             | The 87's                                  | 2:46     |  |
| 39:27             |                                                   |                                                                                           |                                           |          |  |

| Versión de lujo (bonus tracks) |                                 |                                                                                 |                                  |          |  |
| N.º                            | Título                          | Escritor(es)                                                                    | Productor(es)                    | Duración |  |
| 15.                            | «N.Y.E.» (junto a Alice Chater) | Kelly, Arthur Lee Putnam Jr., Session, Kelsey Klingensmith y Shelton Scalez Jr. | AJ Ruined My Record y Jay Scalez | 3:33     |  |
| 16.                            | «Sip It» (con Tyga)             | Kelly, Micheal Nguyen-Stevenson y OG Parker                                     | Smash David y OG Parker          | 3:15     |  |
| 17.                            | «Posh Spice»                    | Kelly                                                                           | The 87's                         | 2:29     |  |
| 39:27                          |                                 |                                                                                 |                                  |          |  |

## Posicionamiento en listas
| Listas (2021)                                  | Mejor posición |
| ---------------------------------------------- | -------------- |
| Australia Australian Hip Hop/R&B Albums (ARIA) | 9              |
| Reino Unido (UK R&B Albums)                    | 36             |

## Historial de lanzamiento
| Región | Fecha                    | Formato                              | Edición  | Discográfica       | Ref.   |
| ------ | ------------------------ | ------------------------------------ | -------- | ------------------ | ------ |
| Varios | 13 de agosto de 2021     | Descarga digital, Streaming, CD y LP | Estándar | Bad Dreams Records | [ 29 ] |
| Varios | 17 de septiembre de 2021 | Descarga digital, Streaming, CD y LP | De lujo  | Bad Dreams Records | [ 30 ] |